# Péter Márki-Zay
Péter Márki-Zay (* 9. května 1972, Hódmezővásárhely) je maďarský politik, od roku 2018 starosta města Hódmezővásárhely. V říjnu 2021 zvítězil v primárkách sjednocené opozice, a stal se tak jejím hlavním kandidátem v maďarských parlamentních volbách v roce 2022 proti stávajícímu premiérovi Viktoru Orbánovi.
Vystudoval ekonomii a elektrotechniku na Katolické univerzitě Petra Pázmánye. Se svojí manželkou, povoláním porodní asistentkou, má sedm dětí. V letech 2004–2009 žil i s rodinou v Kanadě a Spojených státech amerických, kde pracoval ve firmě vyrábějící autodíly.
Po návratu pracoval pro elektrárenskou společnost v Segedínu a do roku 2014 také učil marketing na Segedínské univerzitě.
Jeho vítězství coby opozičního kandidáta v předčasných volbách starosty Hódmezővásárhely, které se konaly v roce 2018 krátce před parlamentní volbami, bylo prezentováno jako signál, že by vládní strana mohla být méně úspěšná i v nich.
V parlamentních volbách 2022 byl neúspěšným kandidátem koalice Společně pro Maďarsko na premiéra (proti Viktoru Orbánovi).
Hodnotově je prezentován jako konzervativní a katolický kandidát.